# 罗斯蒂
《罗斯蒂》是一个动作游戏，由C-Lab开发，1993年7月在日本PC-98、爱普森电脑和MS-DOS平台发行。新井田直人监督、编剧、写程序，小山正義制作，梶原正裕、荒川憲一和高見龍写音乐。
玩家扮演一名调查一群女性失踪事件的女吸血鬼猎人罗斯蒂亚·“罗斯蒂”·斯普林克，并且通过十个关卡，使用鞭子和各种道具，与骷髅、怪物和各關卡魔王战斗。评论者与新闻人士们常常把该作与恶魔城系列作比较，一些意见称他是“抄襲”，但喜欢它的也大有人在；一篇文章把他称作所有人都应游玩的佳作，还有一篇文章称它是所有模仿恶魔城游戏中的最佳作。虽然他没有发布英文版，但有ROM破解小组2017年发布了非官方翻译版。

## 玩法
《罗斯蒂》是横向卷轴动作游戏，玩家扮演名為罗斯蒂的女吸血鬼猎人，與她的猫头鹰夥伴调查乡下女人失踪的案件。玩家需要使用鞭子和關卡中找到的道具，與骷髅、怪物和大魔王等敌人战斗。玩家的猫头鹰夥伴亦會帮助玩家攻击敌人。玩家可通过同时跳跃和攻击激發大招，而大招的效果取决於使用時的强化能力。大招包括减慢时间、射击爆炸能量球和暂时无敌。角色的鞭子除了能作为武器，还可用作在關卡中發現的金環上摆动。
游戏包括十关，其中八个是寻找关键道具开门；第七关可一路快速过关，第十关則只有魔王。关卡设计是非单线的，有些道路是循环的，有些道路則有隐藏奖励供玩家寻找。但是，与关卡设计截然不同的是，游戏内还含有一个计时器。关卡内容包括了村庄，墓地，庄园，大教堂塔楼，洞穴，一个满是水的迷宫，庭院，钟楼，以及血之城堡，城堡内部也被分成了几个小关卡，每个关卡最后都要和魔王战斗。

## 故事
在欧洲一个乡村地区，许多来自不同村庄的女人都遭到了绑架，而后通过恶魔附身的方式被转化为可怕的怪物，这群怪物以“八恶魔”的称号被人熟知。而这件绑架献祭事件的策划人是来自血座城堡的女吸血鬼——血腥玛丽，协助她的还有一名名为盖图的神秘蒙面猎人。两人除了大量创造怪物之外，还利用女性的鲜血使古老的吸血鬼蒙特·卡洛复活，后者是血座城堡已经死去三百年的主人。于是在镇子居民以及村庄长老的恳求下，罗斯蒂·斯普林克就此启程去拯救被绑的少女们，并驱逐困扰这片大陆的邪恶力量。

## 开发与出版
羅斯蒂由C-Lab开发并在1993年7月对PC-98、爱普森电脑和MS-DOS出版。它由小山正義制作，新井田直人监督、编程、编剧，由梶原正裕、荒川憲一和高見龍配乐。它从未正式发行过官方英文版，但在原版发行24年后的2017年获得了非官方英文翻译补丁；英语版开发者是ROM破解小组46 OkuMen，他们成立是为了翻译游戏《46億年物語 -THE 進化論-》，并且后来继续翻译其他日本游戏。Kotaku被翻译游戏的努力感动，指出超过20岁的游戏遭到翻译是不寻常的。

## 反響
羅斯蒂經常被網民與科樂美開發的惡魔城系列相比較。关于这一点，作家John Edgar Browning和Caroline Joan S. Picart在他们所著的书籍《Dracula in Visual Media》中写到《罗斯蒂》的开发过程有可能是与科乐美有联系的，但是不知什么原因该作并没有成为一部恶魔城游戏。同时他们还指出最像该作的恶魔城游戏《血之轮回》是在该作发售三个月之后才发售的。为Hardcore Gaming 101写作的作家John Szczepaniak认为尽管有相似之处，但是C-Lab与Konami之间的联系并没有得到任何证明，并且认为比起以挣钱为目的，《罗斯蒂》更像是在用自己的高价值表达对恶魔城系列的敬意。
Szczepaniak称该游戏为“沧海遗珠”，认为大家都应该尝试这款游戏，尤其是恶魔城系列的粉丝们。他赞赏了游戏中运用了结构的关卡设计方法，使得关卡的大小翻倍，从而消除了游戏的回溯感，与早期的线性恶魔城相比，给予了游戏探索感。他还指出这个游戏的操控在键盘上的表现不是太好，他推荐玩家们用手柄代替键盘进行游玩。来自GamesVillage的Fabio D'Anna称《罗斯蒂》是最棒的恶魔城“抄襲”，但是也同样质问了女主角罗斯蒂的人物设计，Fabio认为罗斯蒂比起吸血鬼猎人更像是一位日本BDSM圈子里的人。Szczepaniak则解释到罗斯蒂与恶魔城主人公们之间的区别是前者是一名“身着紧身皮革的意志坚定的性感女性”，而后者则是“身着紧身皮革的意志坚定的肌肉男性”。他还很喜欢敌人角色，称他们是原始而又古怪的，并引用了尖刺甲虫和裸体骑在龙身之上的恶魔女Boss等等几个例子。他认为敌人和环境的视觉效果建设在PC-98的图形限制下通过利用抖动来抵消系统的16色调色板等方法还是表现得非常不错的，同时他也很喜欢游戏的音乐，称该作音乐值得与恶魔城系列的音乐比肩而站，每个关卡都有它们自己的主题而且会让玩家变得很兴奋。